# Mauro Luna Diale
Mauro Luna Diale (Buenos Aires, 26 aprile 1999) è un calciatore argentino, attaccante dell'Achmat Groznyj.

## Caratteristiche tecniche
È un'ala destra.

## Carriera
È cresciuto nel settore giovanile del Boca Juniors.
Ha esordito fra i professionisti il 17 febbraio 2019 disputando con il Cerro Largo l'incontro di campionato vinto 2-0 contro il Danubio.